# Contra (videohra)
Contra je akční 2D počítačová hra, plošinová arkáda; tato hra je součástí série, jejímž hlavním hrdinou je Bill Rizer.
První díl vyšel na automaty Arcade v roce 1987, na konzole NES v roce 1988.
V České republice je hra známa nejčastěji pod názvem Contra nebo Probotector. Hra se stala náhle velmi oblíbenou a iniciovala vznik mnoha dalších sérií (Metal Slug apod.)
Super Contra vyšla na Arcade v roce 1989, na NES v roce 1990. Hra nabídla lepší grafické prostředí, animace a hudbu. Za vznikem stála japonská videoherní společnost Konami.
Hra vyšla na herní systémy: PC, GBA, NES, NDS, MS-DOS, X-Box 360, PS2, MSX2, Arcade atd.
Očekávaná hra Contra Force byla obrovským zklamáním. Vyšla na NES v roce 1992.
Contra III: The Alien Wars se stala velmi populárním počinem série. V té době se již rozšířily nové konzole SNES. 3. díl byl vytvořen v roce 1992 jako Contra Force. V příběhu se hráč dovídá, že hráč č. 2 z prvního dílu byl zraněn a unesen Red Falconem, nakonec byl napojen na vetřelčí srdce, aby se poté přidal k Red Falconu. Bill Rizer má proto nového nepřítele. Přibyla spousta možností, např. možnost nesení 2 zbraní, mnohonásobně zlepšená grafika (dnešní freeware tituly ještě nestíhají).